# Xinyang
Xinyang (cinese: 信阳; pinyin: Xìnyáng) è una città con status di prefettura della provincia dell'Henan, nella Cina centro-orientale.

## Geografia antropica

### Suddivisioni amministrative
La prefettura di Xinyang è a sua volta divisa in 2 distretti e 8 contee.
- Distretto di Shihe - 浉河区 Shīhé Qū ;
- Distretto di Pingqiao - 平桥区 Píngqiáo Qū ;
- Contea di Xi - 息县 Xī Xiàn ;
- Contea di Huaibin - 淮滨县 Huáibīn Xiàn ;
- Contea di Huangchuan - 潢川县 Huángchuān Xiàn ;
- Contea di Guangshan - 光山县 Guāngshān Xiàn ;
- Contea di Gushi - 固始县 Gùshǐ Xiàn ;
- Contea di Shangcheng - 商城县 Shāngchéng Xiàn ;
- Contea di Luoshan - 罗山县 Luóshān Xiàn ;
- Contea di Xin - 新县 Xīn Xiàn.